# 大阪市立大阪北小学校
大阪市立大阪北小学校（おおさかしりつ おおさかきたしょうがっこう）は、大阪市北区にあった公立小学校。

## 概要
少子化に加えて都心部のドーナツ化現象で児童数が激減していた、前身の大阪市立曽根崎小学校と大阪市立梅田東小学校を統合して、1989年に旧曽根崎小学校校地に新設された。梅田地区の繁華街および堂島地区や中之島地区を校区としていた。
統合後も児童数の激減傾向は続き、閉校直前の2002年度-2006年度には複式学級を導入していた。複式学級は当時、大阪市の学校で唯一となっていた。
児童数の激減により2007年3月をもって閉校し、大阪市立扇町小学校に統合された。また、1997年から募集を停止していた併設幼稚園（大阪市立曽根崎幼稚園）も同時に閉園となった。

## 沿革
本項では大阪北小学校に加えて、直接の前身校となる大阪市立曽根崎小学校・大阪市立梅田東小学校、および曽根崎小学校につながる前身諸校（大阪市立堂島小学校、大阪市北野国民学校、大阪市中之島国民学校）の沿革についてもあわせて記述する。

### 曽根崎小学校の創立
明治時代初期の学制発布により、西成郡曾根崎村221番地（現在の大阪市北区梅田1丁目、大阪駅前第二ビル付近）に1874年7月24日、西成郡第三区第一番小学校が創立した。この第一番小学校が、のちの曽根崎小学校にあたる。当初は曽根崎村・北野村・川崎村を校区としたが、翌1875年には北野村と川崎村を校区とする第八番小学校（のちの梅田東小学校）を分離している。
第一番小学校は西成郡曽根崎尋常小学校と改称し、その後大阪市への編入に伴い大阪市曽根崎尋常高等小学校と称した。
曽根崎小学校校舎は現在の梅田1丁目・阪神百貨店南側付近への移転（1895年）を経て、1910年に北区北野小松原町（現在の曽根崎2丁目）に移転した。閉校まで曽根崎2丁目に校舎があった。

### 梅田東小学校・北野小学校の創立
第一番（曽根崎）小学校の開校の翌年・ 1875年5月7日には、第一番小学校より分離する形で、 西成郡北野村および川崎村の2村を校区とする西成郡第三区第八番小学校が北野村に創立した。第八番小学校はのちの梅田東小学校にあたる。創立当初の敷地は、太融寺の東隣にあった。
第八番小学校は野崎小学校と称し、北野・川崎両村が合同で学校を運営した。北野村・川崎村は1897年の大阪市編入後も、旧両村の地域をひとつの学区として学校運営が一体的になされた。ここでの学区は校区・通学区域のことではなく、「市内を財産負担区域としての学区に分け、小学校にかかる経費は大阪市の直営ではなく学区の財産として運営する」という、大阪市で昭和時代初期まで設置されていた制度（1927年3月廃止）のことを指す。
地域の人口の増加により、1901年に旧川崎村を校区とした大阪市川崎尋常小学校（のちの大阪市天満国民学校）を分離し、大阪市北野尋常小学校と称するようになった。
1902年には北野尋常小学校より分離する形で、大阪市第二北野尋常小学校（のち北野国民学校）を設置した。また第二北野尋常小学校の開校に伴い、従来の北野尋常小学校は第一北野尋常小学校へと改称している。
第一北野尋常小学校は1906年9月、北区北野茶屋町（現在の北区茶屋町）に移転し、1989年の閉校まで同じ場所に校舎があった。
北野・川崎学区は1920年、教育勅語の文字から取った済美学区と称することになり、地域内の小学校の名称も一斉に「済美」＋創立順の番号へと変更された。これに伴い第一北野尋常小学校は済美第一尋常小学校、第二北野尋常小学校は済美第三尋常小学校へと改称している。
済美学区には6校の小学校が設置されたが、済美学区の6校では1922年、日本で初めて常勤の学校衛生婦を配置している。学校衛生婦は現在の養護教諭制度の源流となっている。
済美第三尋常小学校は1928年、北区南扇町（現在の北税務署付近）に移転している。
1941年の国民学校令の実施により、済美第一尋常小学校は梅田東国民学校、済美第三尋常小学校は北野国民学校へと改称した。

### 堂島小学校の創立
一方で大坂三郷に属していた堂島地区には、学制発布の際に堂島東・堂島西・北新地の3小学校が設置された。
堂島西小学校は1872年7月1日、北大組第14・第15区小学校として堂島浜通2丁目（現在の堂島浜2丁目）・渡辺橋北西に設置された。堂島東小学校は1872年8月25日、北大組第13区小学校として、堂島船大工町（現在の堂島1丁目）に設置された。北新地小学校は1873年3月12日、北大組第12区小学校として曽根崎新地3丁目（現在の曽根崎新地2丁目）、助成橋北詰に設置された。
1883年には堂島西・堂島東・北新地の3小学校を統合し、堂島小学校（のち堂島尋常小学校）を設置した。堂島小学校は合併当初、旧堂島西小学校の敷地を使用した。その後1899年に堂島船大工町13番地（現在の堂島1丁目）に移転している。
昭和時代に入り小学校では体育教育が重視されるようになり、各地の小学校では運動場の拡張が進んだ。しかし堂島尋常小学校では周囲を民家や道路に囲まれているために運動場の拡張が困難だとして、1929年には堂島浜通2丁目12番地（現在の堂島3丁目）・旧大阪市役所跡の一角に敷地を求めて移転している。
1935年に制定された堂島尋常小学校校歌は、北原白秋が作詞、山田耕筰が作曲を手がけている。
堂島尋常小学校は1941年、国民学校令により堂島国民学校へと改称した。堂島国民学校は文部省から体育の研究校に指定された。

### 中之島小学校の創立と廃校
中之島地区には1872年、肥後島（ひごじま）・田簑（たみの）・中島（なかのしま）の3小学校が設置された。3校が合併し、1886年4月に旧田簑小学校敷地（現在の大阪市立科学館付近）に中之島尋常小学校が設置された。
近隣にあった大阪府師範学校附属小学校（現在の大阪教育大学附属天王寺小学校）が天王寺に移転したことで、師範学校附属小学校に通っていた児童らが「天王寺まで通学できない」として中之島尋常小学校に大量に転入した。このため中之島尋常小学校は設備狭隘となり、1901年4月に師範学校附属小学校跡地（現在の大阪市立科学館北側付近）に移転した。1944年の閉校まで同じ場所に校舎があった。
中之島尋常小学校は国民学校令を経て1941年に中之島国民学校と改称した。しかし太平洋戦争の戦時措置により男子商業学校が工業学校へと転換されたため女子商業学校を増設することになった。校舎を新築する余裕がなかったため、既存の国民学校を近隣校に統廃合させ、空いた校舎を転用する方法で商業学校を増設した。中之島国民学校は校舎転用の対象となり、堂島国民学校に統合する形で1944年に廃止された。
中之島国民学校の校舎を使用して1944年に大阪市立中之島女子商業学校が開校した。しかし中之島女子商業学校は、終戦直後の1946年に大阪市立扇町商業学校（現在の大阪市立扇町総合高等学校）に統合されている。

### 学童疎開
太平洋戦争の戦局悪化により、都市部の国民学校では学童疎開が実施された。大阪市でも市内の国民学校を対象に、1944年8月以降順次学童集団疎開が実施されている。
北区の国民学校では、滋賀県が疎開先に割り当てられた。曽根崎国民学校は東浅井郡虎姫町・湯田村（のち浅井町・現長浜市）、堂島国民学校は高島郡青柳村・安曇村・広瀬村（のち安曇川町・現高島市）、梅田東国民学校は長浜市、北野国民学校は東浅井郡小谷村（のち湖北町・現長浜市）・田根村（のち浅井町・現長浜市）へそれぞれ疎開している。

### 戦災による小学校統合
太平洋戦争の戦災は、地域にも大きな被害をもたらした。曽根崎国民学校は1945年3月13日・6月1日の2度の大阪大空襲で被災し、また梅田東国民学校は1945年6月7日の大阪大空襲で被災している。北野国民学校・堂島国民学校の校舎は空襲被害を免れたものの、校区に壊滅的な被害を受けている。
終戦直後には、戦災による校舎被害や地域人口の減少により、国民学校の大幅な統廃合が実施された。堂島国民学校・北野国民学校は1946年に休校となり、曽根崎国民学校へと統合されている。
北野国民学校の校舎は大阪市立扇町商業学校の校舎へと転用され、また堂島国民学校の校舎は大阪市立扇町高等学校の校舎へと転用された。扇町高等学校はその後中之島に移転し、戦前の堂島小学校跡地はNTT関連ビルとなっている。
1947年の学制改革により、地域では大阪市立曽根崎小学校・大阪市立梅田東小学校が発足した。

### 戦後の小学校教育
戦後の復興がすすみ、堂島地区の住民から堂島小学校再開を求める声が高まった。戦前とは別の場所、北区堂島北町33番地の1（住居表示変更により北区堂島2丁目2番15号）に敷地を求め、1959年4月1日付で大阪市立堂島小学校が再開校した。
再開校時には、地域在住の5年生以下の児童が曽根崎小学校より移る形となった。
また曽根崎小学校では、都心部の繁華街を校区にしていたこともあって、1950年代以降健康教育に力を入れるようになった。曽根崎小学校は1961年、朝日新聞社主催の健康優良学校日本一に選出されている。

### 大阪北小学校の発足と閉校
都心部のドーナツ化により、地域での児童数の減少傾向が目立つようになった。そのため小学校の統廃合の話が具体化するようになった。
1985年9月27日には曽根崎小学校と堂島小学校の統合が正式決定した。統合校の校名は大阪市立曽根崎小学校とし、従来の曽根崎小学校の校舎を使用することになった。曽根崎・堂島両校の統合は1986年4月1日付で実施された。
曽根崎・堂島小学校統合から3年後の1989年にはさらに、曽根崎小学校と梅田東小学校が統合することになった。統合校の校名は大阪市立大阪北小学校とし、従来の曽根崎小学校敷地を使用することにした。大阪市立大阪北小学校は1989年4月1日付で開校した。梅田東小学校跡地は大阪市梅田東学習ルームを経て、2017年から大阪工業大学梅田キャンパスになっている。
大阪北小学校開校後も児童数の減少傾向は止まらなかった。2000年代には、大阪市の学校ではほとんど例をみない複式学級が導入されるほど児童数が減少していた。
児童数の減少を背景に、大阪北小学校の統合も検討されるようになった。検討を重ねた結果、大阪北小学校と大阪市立扇町小学校が2007年4月1日付で統合することが決定した。統合校の校名は大阪市立扇町小学校とし、従来の扇町小学校敷地を使用することになった。
大阪市立大阪北小学校は、開校から18年後の2007年3月31日付で扇町小学校に統合して閉校した。跡地には2022年竣工の梅田ガーデンが建設された。

### 年表
- 1872年7月1日 - 北大組第14・第15区小学校（堂島西小学校）を設置。
- 1872年8月25日 - 北大組第13区小学校（堂島東小学校）を設置。
- 1872年 - 肥後島・田簑・中島の3小学校を設置。
- 1873年3月12日 - 北大組第12区小学校（北新地小学校）を設置。
- 1874年7月24日 - 西成郡第三区第一番小学校（曽根崎小学校）を西成郡曽根崎村に設置。
- 1875年5月7日 - 西成郡第三区第八番小学校（野崎小学校、のち梅田東小学校）を西成郡北野村に設置。
- 1883年 - 堂島西・堂島東・北新地の3校を統合、堂島小学校を設置。
- 1886年4月 - 肥後島・田簑・中島の3校を統合、中之島小学校を設置。
- 1901年 - 野崎尋常小学校から川崎尋常小学校を分離。野崎尋常小学校は北野尋常高等小学校に改称。
- 1902年 - 北野尋常高等小学校から第二北野尋常小学校（のち北野国民学校）が分離。北野尋常小学校は第一北野尋常高等小学校に改称。
- 1906年9月 - 第一北野尋常高等小学校、北区北野茶屋町（現在の北区茶屋町）に移転。
- 1910年 - 曽根崎尋常小学校、北区北野小松原町（現在の北区曽根崎2丁目）に移転。
- 1920年 - 第一北野尋常高等小学校は済美第一尋常高等小学校、第二北野校は済美第三尋常小学校へそれぞれ改称。
- 1929年 - 堂島尋常小学校、北区堂島浜通2丁目（現在の堂島3丁目）に移転。
- 1941年4月1日 - 国民学校令により、曽根崎国民学校、堂島国民学校、中之島国民学校、梅田東国民学校（旧済美第一）、北野国民学校（旧済美第三）へそれぞれ改称。
- 1944年 - 中之島国民学校を廃校、堂島国民学校に統合。
- 1944年9月 - 滋賀県へ学童集団疎開。
- 1946年 - 戦災により堂島国民学校・北野国民学校を休校。曽根崎国民学校に統合。
- 1947年4月1日 - 学制改革により、大阪市立曽根崎小学校・大阪市立梅田東小学校に改称。
- 1954年4月1日 - 大阪市立堂島小学校、北区堂島北町（現在の堂島2丁目）で再開。
- 1986年3月31日 - 大阪市立堂島小学校が閉校。大阪市立曽根崎小学校へ統合。
- 1989年3月31日 - 大阪市立曽根崎小学校、大阪市立梅田東小学校が閉校。
- 1989年4月1日 - 大阪市立大阪北小学校が開校。曽根崎・梅田東小学校を統合。
- 2007年3月31日 - 大阪市立大阪北小学校が閉校。大阪市立扇町小学校へ統合。

### 学校統廃合の変遷図
（～1946年）
| 中之島小学校 （1886年開校） （1944年廃校） | 中之島小学校 （1886年開校） （1944年廃校） | 中之島小学校 （1886年開校） （1944年廃校） | 中之島小学校 （1886年開校） （1944年廃校） | 中之島小学校 （1886年開校） （1944年廃校） | 中之島小学校 （1886年開校） （1944年廃校） |  |  |                             |  |  |  |  |  |  |  |                                          |  |  |  |  |  |  |  | {{{中之島小学校 （1886年開校） （1944年廃校）}}} | {{{中之島小学校 （1886年開校） （1944年廃校）}}} | {{{中之島小学校 （1886年開校） （1944年廃校）}}} | {{{中之島小学校 （1886年開校） （1944年廃校）}}} | {{{中之島小学校 （1886年開校） （1944年廃校）}}} | {{{中之島小学校 （1886年開校） （1944年廃校）}}} |  |  |                             |                             |                             |                             |                             |                             |  |  |
| 中之島小学校 （1886年開校） （1944年廃校） | 中之島小学校 （1886年開校） （1944年廃校） | 中之島小学校 （1886年開校） （1944年廃校） | 中之島小学校 （1886年開校） （1944年廃校） | 中之島小学校 （1886年開校） （1944年廃校） | 中之島小学校 （1886年開校） （1944年廃校） |  |  |                             |  |  |  |  |  |  |  |                                          |  |  |  |  |  |  |  | {{{中之島小学校 （1886年開校） （1944年廃校）}}} | {{{中之島小学校 （1886年開校） （1944年廃校）}}} | {{{中之島小学校 （1886年開校） （1944年廃校）}}} | {{{中之島小学校 （1886年開校） （1944年廃校）}}} | {{{中之島小学校 （1886年開校） （1944年廃校）}}} | {{{中之島小学校 （1886年開校） （1944年廃校）}}} |  |  |                             |                             |                             |                             |                             |                             |  |  |
|                                            |                                            |                                            |                                            |                                            |                                            |  |  |                             |  |  |  |  |  |  |  |                                          |  |  |  |  |  |  |  |                                                  |                                                  |                                                  |                                                  |                                                  |                                                  |  |  |                             |                             |                             |                             |                             |                             |  |  |
| 堂島小学校 （1883年開校）                  | 堂島小学校 （1883年開校）                  | 堂島小学校 （1883年開校）                  | 堂島小学校 （1883年開校）                  | 堂島小学校 （1883年開校）                  | 堂島小学校 （1883年開校）                  |  |  |                             |  |  |  |  |  |  |  |                                          |  |  |  |  |  |  |  | 堂島小学校 （1944年統合） （1946年休校）         | 堂島小学校 （1944年統合） （1946年休校）         | 堂島小学校 （1944年統合） （1946年休校）         | 堂島小学校 （1944年統合） （1946年休校）         | 堂島小学校 （1944年統合） （1946年休校）         | 堂島小学校 （1944年統合） （1946年休校）         |  |  |                             |                             |                             |                             |                             |                             |  |  |
| 堂島小学校 （1883年開校）                  | 堂島小学校 （1883年開校）                  | 堂島小学校 （1883年開校）                  | 堂島小学校 （1883年開校）                  | 堂島小学校 （1883年開校）                  | 堂島小学校 （1883年開校）                  |  |  |                             |  |  |  |  |  |  |  |                                          |  |  |  |  |  |  |  | 堂島小学校 （1944年統合） （1946年休校）         | 堂島小学校 （1944年統合） （1946年休校）         | 堂島小学校 （1944年統合） （1946年休校）         | 堂島小学校 （1944年統合） （1946年休校）         | 堂島小学校 （1944年統合） （1946年休校）         | 堂島小学校 （1944年統合） （1946年休校）         |  |  |                             |                             |                             |                             |                             |                             |  |  |
|                                            |                                            |                                            |                                            |                                            |                                            |  |  |                             |  |  |  |  |  |  |  |                                          |  |  |  |  |  |  |  |                                                  |                                                  |                                                  |                                                  |                                                  |                                                  |  |  |                             |                             |                             |                             |                             |                             |  |  |
| 曽根崎小学校 （1874年開校）                | 曽根崎小学校 （1874年開校）                | 曽根崎小学校 （1874年開校）                | 曽根崎小学校 （1874年開校）                | 曽根崎小学校 （1874年開校）                | 曽根崎小学校 （1874年開校）                |  |  |                             |  |  |  |  |  |  |  |                                          |  |  |  |  |  |  |  |                                                  |                                                  |                                                  |                                                  |                                                  |                                                  |  |  | 曽根崎小学校 （1946年統合） | 曽根崎小学校 （1946年統合） | 曽根崎小学校 （1946年統合） | 曽根崎小学校 （1946年統合） | 曽根崎小学校 （1946年統合） | 曽根崎小学校 （1946年統合） |  |  |
| 曽根崎小学校 （1874年開校）                | 曽根崎小学校 （1874年開校）                | 曽根崎小学校 （1874年開校）                | 曽根崎小学校 （1874年開校）                | 曽根崎小学校 （1874年開校）                | 曽根崎小学校 （1874年開校）                |  |  |                             |  |  |  |  |  |  |  |                                          |  |  |  |  |  |  |  |                                                  |                                                  |                                                  |                                                  |                                                  |                                                  |  |  | 曽根崎小学校 （1946年統合） | 曽根崎小学校 （1946年統合） | 曽根崎小学校 （1946年統合） | 曽根崎小学校 （1946年統合） | 曽根崎小学校 （1946年統合） | 曽根崎小学校 （1946年統合） |  |  |
|                                            |                                            |                                            |                                            |                                            |                                            |  |  |                             |  |  |  |  |  |  |  |                                          |  |  |  |  |  |  |  |                                                  |                                                  |                                                  |                                                  |                                                  |                                                  |  |  |                             |                             |                             |                             |                             |                             |  |  |
|                                            |                                            |                                            |                                            |                                            |                                            |  |  |                             |  |  |  |  |  |  |  | 北野小学校 （1902年開校） （1946年廃校） |  |  |  |  |  |  |  |                                                  |                                                  |                                                  |                                                  |                                                  |                                                  |  |  |                             |                             |                             |                             |                             |                             |  |  |
|                                            |                                            |                                            |                                            |                                            |                                            |  |  |                             |  |  |  |  |  |  |  |                                          |  |  |  |  |  |  |  |                                                  |                                                  |                                                  |                                                  |                                                  |                                                  |  |  |                             |                             |                             |                             |                             |                             |  |  |
|                                            |                                            |                                            |                                            |                                            |                                            |  |  |                             |  |  |  |  |  |  |  |                                          |  |  |  |  |  |  |  |                                                  |                                                  |                                                  |                                                  |                                                  |                                                  |  |  |                             |                             |                             |                             |                             |                             |  |  |
|                                            |                                            |                                            |                                            |                                            |                                            |  |  | 梅田東小学校 （1875年開校） |  |  |  |  |  |  |  |                                          |  |  |  |  |  |  |  |                                                  |                                                  |                                                  |                                                  |                                                  |                                                  |  |  |                             |                             |                             |                             |                             |                             |  |  |
|                                            |                                            |                                            |                                            |                                            |                                            |  |  |                             |  |  |  |  |  |  |  |                                          |  |  |  |  |  |  |  |                                                  |                                                  |                                                  |                                                  |                                                  |                                                  |  |  |                             |                             |                             |                             |                             |                             |  |  |

（1947年～）
|  |  |                             |              |              |              |              |              |  |  | 堂島小学校 （1954年再開校） （1986年閉校） | 堂島小学校 （1954年再開校） （1986年閉校） | 堂島小学校 （1954年再開校） （1986年閉校） | 堂島小学校 （1954年再開校） （1986年閉校） | 堂島小学校 （1954年再開校） （1986年閉校） | 堂島小学校 （1954年再開校） （1986年閉校） |  |  | {{{堂島小学校 （1954年再開校） （1986年閉校）}}} | {{{堂島小学校 （1954年再開校） （1986年閉校）}}} | {{{堂島小学校 （1954年再開校） （1986年閉校）}}} | {{{堂島小学校 （1954年再開校） （1986年閉校）}}} | {{{堂島小学校 （1954年再開校） （1986年閉校）}}} | {{{堂島小学校 （1954年再開校） （1986年閉校）}}} |  |  |                                            |  |  |  |  |  |  |  |                           |                           |                           |                           |                           |                           |  |  |
|  |  |                             |              |              |              |              |              |  |  | 堂島小学校 （1954年再開校） （1986年閉校） | 堂島小学校 （1954年再開校） （1986年閉校） | 堂島小学校 （1954年再開校） （1986年閉校） | 堂島小学校 （1954年再開校） （1986年閉校） | 堂島小学校 （1954年再開校） （1986年閉校） | 堂島小学校 （1954年再開校） （1986年閉校） |  |  | {{{堂島小学校 （1954年再開校） （1986年閉校）}}} | {{{堂島小学校 （1954年再開校） （1986年閉校）}}} | {{{堂島小学校 （1954年再開校） （1986年閉校）}}} | {{{堂島小学校 （1954年再開校） （1986年閉校）}}} | {{{堂島小学校 （1954年再開校） （1986年閉校）}}} | {{{堂島小学校 （1954年再開校） （1986年閉校）}}} |  |  |                                            |  |  |  |  |  |  |  |                           |                           |                           |                           |                           |                           |  |  |
|  |  |                             |              |              |              |              |              |  |  |                                            |                                            |                                            |                                            |                                            |                                            |  |  |                                                  |                                                  |                                                  |                                                  |                                                  |                                                  |  |  | 扇町小学校 （2004年開校）                  |  |  |  |  |  |  |  |                           |                           |                           |                           |                           |                           |  |  |
|  |  |                             |              |              |              |              |              |  |  |                                            |                                            |                                            |                                            |                                            |                                            |  |  |                                                  |                                                  |                                                  |                                                  |                                                  |                                                  |  |  |                                            |  |  |  |  |  |  |  |                           |                           |                           |                           |                           |                           |  |  |
|  |  | 曽根崎小学校                | 曽根崎小学校 | 曽根崎小学校 | 曽根崎小学校 | 曽根崎小学校 | 曽根崎小学校 |  |  |                                            |                                            |                                            |                                            |                                            |                                            |  |  | 曽根崎小学校 （1986年統合） （1989年閉校）       | 曽根崎小学校 （1986年統合） （1989年閉校）       | 曽根崎小学校 （1986年統合） （1989年閉校）       | 曽根崎小学校 （1986年統合） （1989年閉校）       | 曽根崎小学校 （1986年統合） （1989年閉校）       | 曽根崎小学校 （1986年統合） （1989年閉校）       |  |  |                                            |  |  |  |  |  |  |  | 扇町小学校 （2007年統合） | 扇町小学校 （2007年統合） | 扇町小学校 （2007年統合） | 扇町小学校 （2007年統合） | 扇町小学校 （2007年統合） | 扇町小学校 （2007年統合） |  |  |
|  |  | 曽根崎小学校                | 曽根崎小学校 | 曽根崎小学校 | 曽根崎小学校 | 曽根崎小学校 | 曽根崎小学校 |  |  |                                            |                                            |                                            |                                            |                                            |                                            |  |  | 曽根崎小学校 （1986年統合） （1989年閉校）       | 曽根崎小学校 （1986年統合） （1989年閉校）       | 曽根崎小学校 （1986年統合） （1989年閉校）       | 曽根崎小学校 （1986年統合） （1989年閉校）       | 曽根崎小学校 （1986年統合） （1989年閉校）       | 曽根崎小学校 （1986年統合） （1989年閉校）       |  |  |                                            |  |  |  |  |  |  |  | 扇町小学校 （2007年統合） | 扇町小学校 （2007年統合） | 扇町小学校 （2007年統合） | 扇町小学校 （2007年統合） | 扇町小学校 （2007年統合） | 扇町小学校 （2007年統合） |  |  |
|  |  |                             |              |              |              |              |              |  |  |                                            |                                            |                                            |                                            |                                            |                                            |  |  |                                                  |                                                  |                                                  |                                                  |                                                  |                                                  |  |  | 大阪北小学校 （1989年開校） （2007年閉校） |  |  |  |  |  |  |  |                           |                           |                           |                           |                           |                           |  |  |
|  |  |                             |              |              |              |              |              |  |  |                                            |                                            |                                            |                                            |                                            |                                            |  |  |                                                  |                                                  |                                                  |                                                  |                                                  |                                                  |  |  |                                            |  |  |  |  |  |  |  |                           |                           |                           |                           |                           |                           |  |  |
|  |  | 梅田東小学校 （1989年閉校） |              |              |              |              |              |  |  |                                            |                                            |                                            |                                            |                                            |                                            |  |  |                                                  |                                                  |                                                  |                                                  |                                                  |                                                  |  |  |                                            |  |  |  |  |  |  |  |                           |                           |                           |                           |                           |                           |  |  |
|  |  |                             |              |              |              |              |              |  |  |                                            |                                            |                                            |                                            |                                            |                                            |  |  |                                                  |                                                  |                                                  |                                                  |                                                  |                                                  |  |  |                                            |  |  |  |  |  |  |  |                           |                           |                           |                           |                           |                           |  |  |

## 出身者
旧・曽根崎小学校
- 長谷川幸延 - 作家
- 宮本輝 - 作家
- 伊藤満洲雄 - 実業家、伊藤博文の孫

旧・堂島小学校
- 武智鉄二 - 映画監督・演出家・演劇評論家
- 森繁久彌 - 俳優
- 秦豊 - 元参議院議員・ニュースキャスター
- 竹綱貞男 - 実業家